# 서남극 빙상

서남극 빙상(West Antarctic Ice Sheet, WAIS)은 서반구에 있는 남극횡단산맥 측면에 있는 남극의 일부인 서남극을 덮고 있는 대륙빙상의 한 부분이다. 이는 해양 기반 빙상으로 분류되는데, 이는 빙상 바닥이 해수면보다 훨씬 아래에 있고 가장자리가 떠다니는 빙붕으로 흘러 들어간다는 것을 의미한다. WAIS는 로스 빙붕, 론 빙붕, 그리고 아문센해로 흘러드는 출구 빙하로 둘러싸여 있다.
남극 대륙의 작은 부분인 WAIS는 기후 변화의 영향을 더 많이 받는다. 1950년대부터 빙상이 따뜻해졌고 적어도 1990년대부터 해안 빙하가 상당히 후퇴했다. 추정에 따르면 1992년에서 2017년 사이에 전 세계 해수면 상승에 약 7.6 ± 3.9mm(19⁄64 ± 5⁄32인치)가 추가되었으며, 2010년대에 얼음이 0.4mm(0.016인치)에 해당하는 속도로 손실되었다. 연간 해수면 상승. 손실 중 일부는 남극 동부 빙상의 성장으로 상쇄되지만, 남극 대륙 전체는 2100년까지 해수면이 11cm(4.3인치) 높아질 만큼 충분한 얼음을 잃을 가능성이 높다. 더욱이, 해양 빙상의 불안정성은 특히 높은 온난화에서 이 양을 수십 센티미터 증가시킬 수 있다. WAIS의 신선한 녹은 물은 또한 해양 성층화에 기여하고 염도가 높은 남극 바닥수의 형성을 희석시켜 남극해 역전 순환을 불안정하게 만든다.
장기적으로는 이미 발생한 온난화로 인해 서남극 빙상이 사라질 가능성이 크다. 고기후 증거에 따르면 이러한 현상은 지구 온도가 21세기 초와 비슷했던 에미안(Eemian) 시대에 이미 발생했음을 시사한다. 빙상의 손실은 앞으로 2,000년에서 13,000년 사이에 일어날 것으로 여겨지지만, 몇 세기에 걸쳐 높은 배출로 인해 이 기간은 500년으로 단축될 수 있다. 빙상이 무너지고 뒤에 산에 만년설이 남으면 해수면이 3.3m(10피트 10인치) 상승한다. 서남극 대륙도 녹으면 총 해수면 상승은 4.3m(14피트 1인치)로 증가하지만 이를 위해서는 더 높은 수준의 온난화가 필요하다. 얼음이 없는 땅의 등방성 반동으로 인해 향후 1,000년에 걸쳐 전 세계 해수면이 약 1m(3피트 3인치) 증가할 수도 있다.
WAIS를 보존하려면 지구 온도를 산업화 이전 수준보다 1°C(1.8°F), 또는 2020년 온도보다 2°C(3.6°F)까지 지속적으로 낮추는 것이 필요할 수 있다. 스웨이츠 빙하와 파인아일랜드빙하(Pine Island Glacier)가 손실되기 전에 일부는 이를 보존하기 위한 개입을 제안했다. 이론적으로는 수천 기가톤의 인공 눈을 추가하면 눈이 안정화될 수 있지만 이는 매우 어렵고 해당 지역에서 진행 중인 해양 온난화의 가속화를 설명하지 못할 수도 있다. 다른 사람들은 빙하 아래에 따뜻한 물의 흐름을 방해하는 장애물을 건설하면 빙상의 소멸을 수세기 동안 지연시킬 수 있지만 여전히 역사상 가장 큰 토목 공학 개입이 필요할 것이라고 이야기한다.

## 같이 보기
- 동남극 빙상